# Triacanthagyna williamsoni
Triacanthagyna williamsoni is een libellensoort uit de familie van de glazenmakers (Aeshnidae), onderorde echte libellen (Anisoptera).
De wetenschappelijke naam van de soort is voor het eerst geldig gepubliceerd in 2003 door von Ellenrieder & Garrison.